# BNP Paribas Open 2022
Die BNP Paribas Open 2022 waren ein Tennisturnier der WTA Tour 2022 für Damen und ein Tennisturnier der ATP Tour 2022 für Herren in Indian Wells, welche zeitgleich vom 9. bis 20. März 2022 in Indian Wells im Indian Wells Tennis Garden, Kalifornien stattfanden.

## Herrenturnier
→ Hauptartikel: BNP Paribas Open 2022/Herren
→ Qualifikation: BNP Paribas Open 2022/Herren/Qualifikation

## Damenturnier
→ Hauptartikel: BNP Paribas Open 2022/Damen
→ Qualifikation: BNP Paribas Open 2022/Damen/Qualifikation